# Busbahnhof Tallinn
Der Busbahnhof Tallinn (estnisch Tallinna bussijaam) ist der wichtigste Fernbusbahnhof von Tallinn, Estland. Der Busbahnhof befindet sich im südöstlichen Teil des Stadtzentrums (Bezirk Kesklinn) im Viertel Juhkentali. Der Busbahnhof wird von Motor Grupp AS verwaltet. Die Adresse lautet Lastekodu tänav 46.

## Geschichte
Der Fernbusbahnhof zog 1959 vom Viru-Platz (damals Stalin-Platz genannt) an seinen heutigen Standort. Das erste Empfangsgebäude war ein einstöckiger Holzbau. Das jetzige Gebäude wurde 1965 zur Feier des 25-jährigen Jubiläums der Estnischen SSR gebaut. Im Jahr 2012 fand eine umfassende Renovierung des Gebäudes statt.

## Verbindungen
Folgende Dienstleister starten und halten am Busbahnhof:
- FlixBus
- Infobus
- Lux Express
- Ecolines
- Tallink
- Viking Line
- Bahnhof 2013 bei NachtEckerö Line

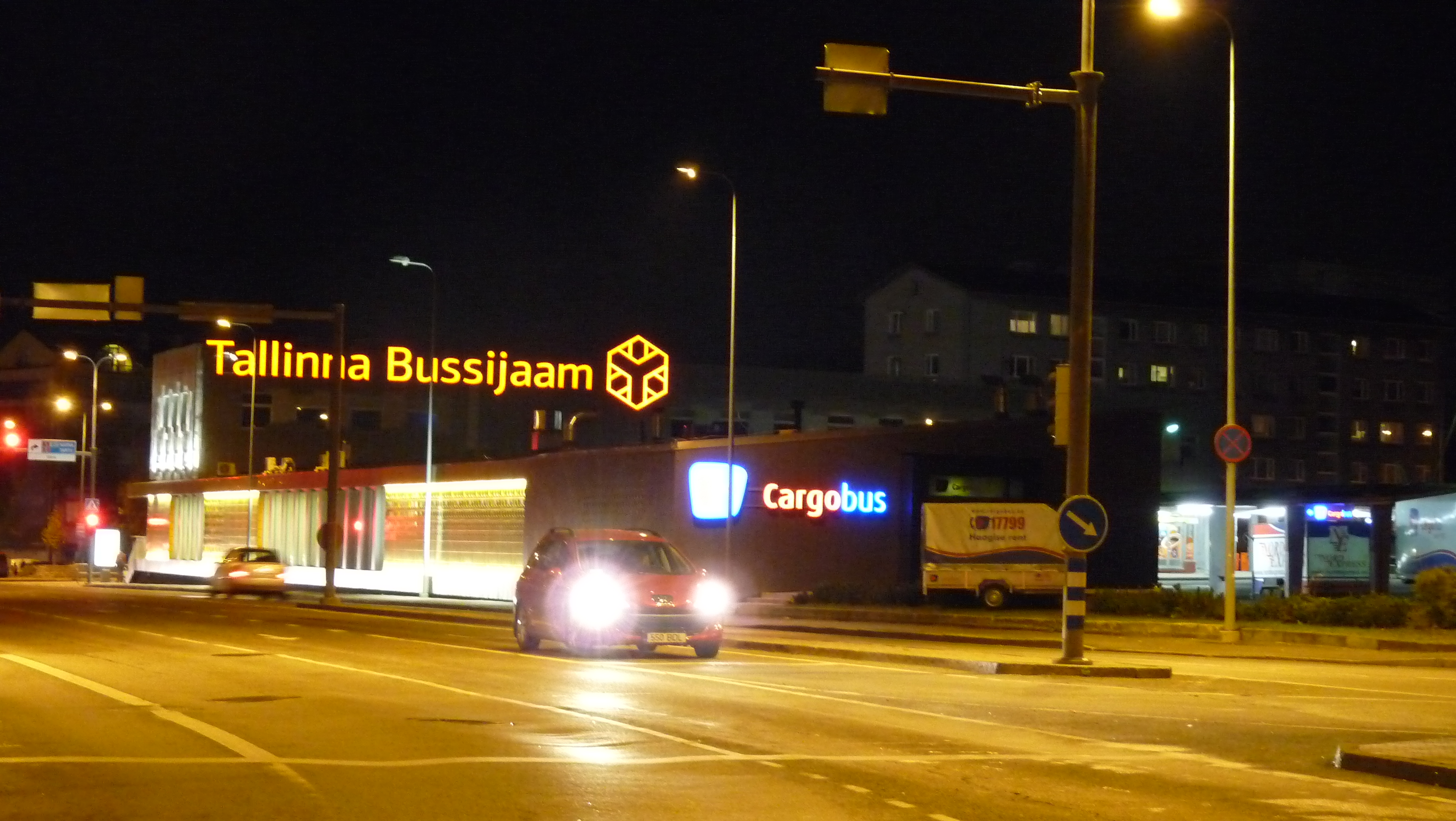
Bahnhof 2013 bei Nacht

Es gibt teils auch einen Transfer zum Hafen.

### Nahverkehr
Der Busbahnhof von Tallinn wird als Haltestelle Bussijaam („Busbahnhof“) der Stadtlinien (Tallinna Linnatranspordi) bedient. Die Haltestellen rund um den Bahnhof werden von den Linien 17 (J.Sütiste tee – bussijaam), 23 (Kadaka – bussijaam), 47 (Väike-Õismäe – bussijaam) und 54 (Kurina – Estland) sowie den Linien 2 (Mõigu – Reisisadam (A-Terminal)), 15 (Sõjamäe – Viru keskus) und 39 (Veerenni – Lasnamägi) angefahren. Die Tramlinie 2 hält auch am Busbahnhof.